# Microplitis prodeniae
Microplitis prodeniae är en stekelart som beskrevs av Rao och Kurian 1950. Microplitis prodeniae ingår i släktet Microplitis och familjen bracksteklar. Inga underarter finns listade i Catalogue of Life.